# Конвертирование (металлургия)
Конвертирование в металлургии — окислительный процесс переработки штейнов (в цветной металлургии) или чугуна (в чёрной металлургии), с выводом углерода, серы, железа и прочих примесей в шлак и газовую фазу и получением файнштейна, белого матта, черновой меди, стали и т. п. Заключается в продувке расплава воздухом, кислородом или их смесью в специальном агрегате — конвертере, либо в отдельной зоне металлургического агрегата (печь Ванюкова).

## Процесс конвертирования
В процессе продувки прежде всего окисляется железо, а образующиеся оксиды ошлифоваются каменистым флюсом:
2Fe + O2 = 2FeO (1)
3Fe + 2O2 = Fe3O4 (2)
FeS + 1,5O2 = FeO + SO2 (3)
3FeS + 5O2 = Fe3O4 + 3SO2 (4)
2FeO + SiO2 = 2FeO*SiO2 (5)
Сначала идёт окисление железа, а когда содержание ферроникеля снизится, начнутся реакции (3) и (4).
Медные и металлические штейны конвертируются в 2 периода:
1. окисление и ошлакование железа, в результате чего получается белый матт;
2. продувка белого матта:

Сu2S + 1,5O2 = Cu2O + SO2
и взаимодействие оксида меди с сульфидом меди, конечный продукт — металлическая медь:
2Cu2O + Сu2S = 6Cu + SO2.